# Noticias de uma Guerra Particular
Pour plus de détails, voir Fiche technique et Distribution.
Noticias de uma Guerra Particular (littéralement « Nouvelles d'une guerre privée ») est un film documentaire brésilien réalisé par João Moreira Salles et Kátia Lund, sorti en 1999, sur les bidonvilles en proie à la violence urbaine de Rio de Janeiro,.

## Synopsis
Basé sur des entretiens avec des personnages impliqués dans la routine de la traite, le film contraste les lignes des criminels, des policiers et des habitants de la favela carioca de Dona Marta dans une guerre quotidienne qui ne connaît pas de vainqueur, et débat de la manière dont la société traite la violence.

## Fiche technique
- Réalisation : João Moreira Salles et Kátia Lund
- Scénario : João Moreira Salles et Kátia Lund
- Image : Walter Carvalho
- Son : Geraldo Ribeiro et Aloysio Compasso
- Montage : Flavio Nunes
- Production : Raquel Freire Zangrandi
- Pays de production :  Brésil
- Langue originale : portugais
- Genre : documentaire

## Distribution
Intervenants :
- Nilton Cerqueira
- Carlos Luis Gregório
- Paulo Lins
- Hélio Luz
- Rodrigo Pimentel
- Itamar Silva

## Distinctions[3]

### Récompense
- Festival du documentaire É Tudo Verdade 2000 : meilleur long métrage documentaire (prix du concours brésilien)

### Nominations et sélections
- Festival international du film documentaire d'Amsterdam 2002 : sélection officielle
- Festival international du film de Vancouver 2002 : sélection officielle
- San Francisco Independent Film Festival 2002 : sélection officielle